# Iana (Vaslui)
Pour les articles homonymes, voir Iana.
Iana est une commune du județ de Vaslui en Roumanie.